# Gartner
Gartner, officieel Gartner, Inc. is een wereldwijd onderzoeks- en adviesbureau in de informatietechnologie-sector. Het bedrijf adviseert leiders in IT, Finance, HR, Legal en Compliance, Marketing, Sales en Supply Chain, en levert daarnaast onderzoek en beleidsinstrumenten. Het bedrijf is genoteerd aan de S&P 500. Het hoofdkantoor staat in Stamford, Connecticut in de Verenigde Staten.
Het onderzoek van Gartner is historisch gezien geënt op CIOs en senior IT personeel, Marketing en Supply Chain. Door de overname van CEB heeft Gartner haar product portfolio kunnen uitbreiden, waardoor inmiddels alle bedrijfsfuncties, van organisaties in elke industrie en van elke grootte kunnen worden voorzien van ondersteuning door Gartner. Gartner mag overheden, banken, multinationals,
universiteiten en technologische bedrijven tot haar klandizie rekenen, welke een totaal van meer dan 2000 organisaties in meer dan 100 landen betreft. Het bedrijf is opgericht in 1979 en heeft meer dan 15.000 medewerkers en 100 kantoren wereldwijd. Bekend van Gartner zijn onder andere de Hype Cycles en Magic Quadrants. Het kantoor van Gartner Nederland is gevestigd in Amsterdam-Zuidoost.